# Alice Comyns Carr
Alice Vansittart Comyns Carr, née Strettell en 1er janvier 1850 à Taplow et morte en 1927, est une costumière britannique dont le travail est associé au mouvement esthétique, dans le cadre du mouvement de réforme vestimentaire.

## Biographie

### Environnement social
Née le 1er janvier 1850 sous le nom d'Alice Laura Vansittart Strettel à Taplow,, elle est le deuxième enfant du révérend Alfred Baker Strettell et de Laura Vansittart Neal. Elle est la sœur de Alma Strettell (1853-1939).
Elle passe son enfance et sa jeunesse à Gênes où son père est aumônier consulaire de 1851 à 1874. Elle attribue à son éducation en Italie ses aptitudes pour la couture et elle y réalise sa première robe de bal. À la fin de son adolescence, elle retourne en Angleterre. Elle rencontre son futur mari,J. Comyns Carr, au début de la vingtaine.
Le 15 décembre 1873, ils se marient,. Ils ont trois enfants : Philip, Dorothy et Arthur (en), qui est député.
Alice Comyns Carr est une figure marquante du mouvement esthétique. Avec Jane Morris, elle inspire les caricatures de George Du Maurier pour Punch à la fin des années 1870 et au début des années 1880, qui satirisent la mode, le décor et les valeurs esthétiques. Amie des Du Maurier, elle confirme fièrement ce lien. Alice et son mari fréquentent régulièrement les célèbres après-midi de Lady Lindsay dans les années 1880. Cependant, Alice se considère toujours comme faisant partie du monde bohème, plutôt que du cercle exclusif autour de Coutts Lindsay et de sa femme.

### Carrière

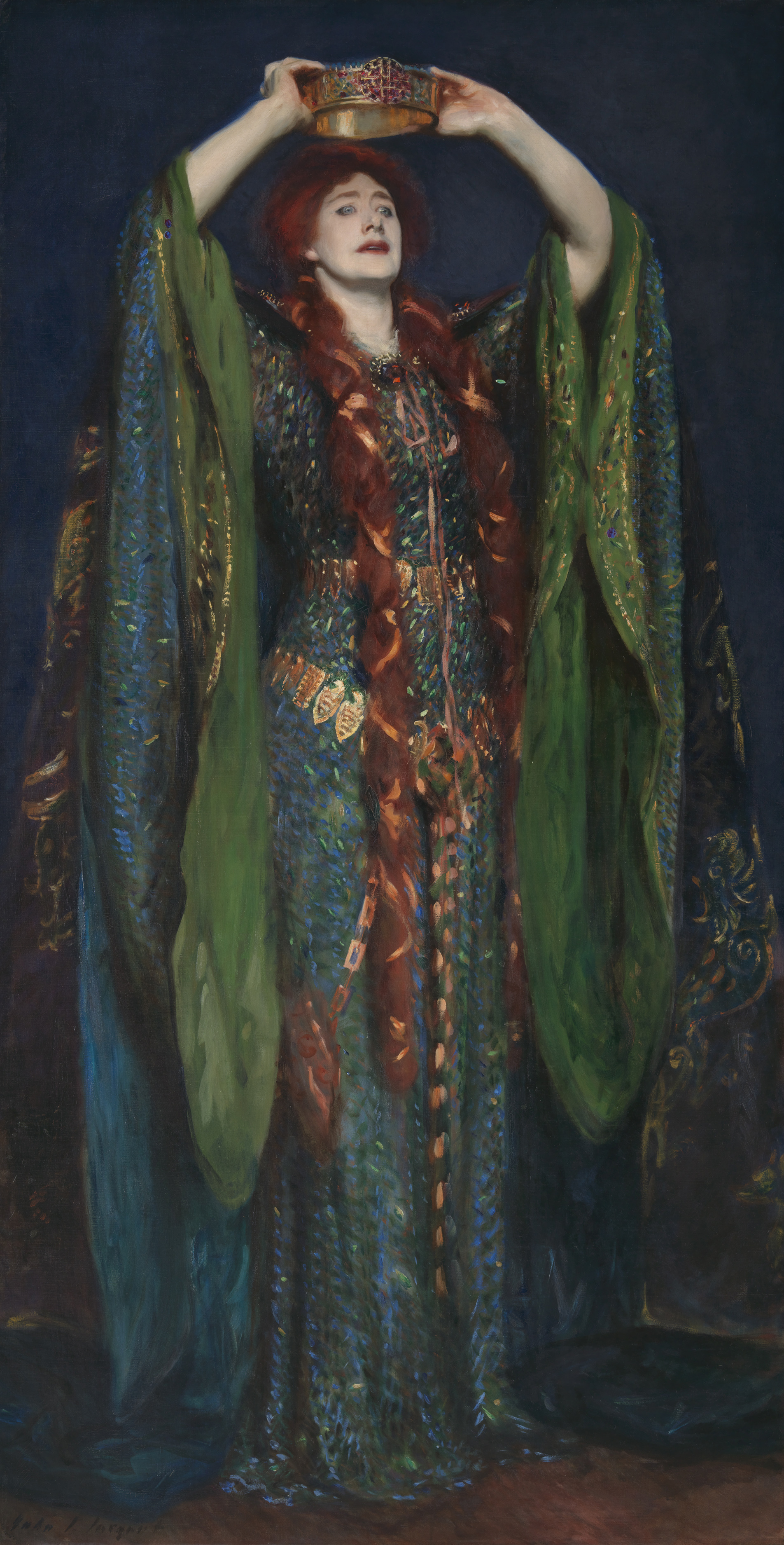
Ellen Terry as Lady Macbeth par John Singer Sargent.

Alice Comyns Carr ambitionne d'abord de devenir actrice, participant à des spectacles privés et visitant régulièrement des productions théâtrales. Elle rencontre l'actrice Ellen Terry alors qu'elle nourrit encore ces ambitions. Dans les années 1870, elle accompagne son mari, critique dramatique pour le Pall Mall Gazette, aux premières. Bien qu'elle crée ses propres vêtements, ce n'est qu'en 1882, en concevant les costumes pour Marion Terry (en) dans Loin de la foule déchaînée, qu'elle envisage une carrière dans la conception de costumes. Ellen Terry, impressionnée par ses créations simples, l'invite à assister sa costumière Patience Harris. Leur collaboration se termine lorsque Terry, admirant une robe en mousseline simple créée par Alice Comys Carr, décide de se séparer de Harris et de la promouvoir en 1887.
Elle prend la responsabilité principale des costumes de Terry à partir de 1886, travaillant ensemble pendant plus de quinze ans jusqu'au départ de Terry de la Lyceum Company en 1902. Grâce à Alice comyns Carr, la couturière Ada Nettleship commence à confectionner les costumes de Terry. Alice collabore avec des artistes éminents comme Sir Edward Burne-Jones et Sir Lawrence Alma-Tadema, influençant les costumes de scène, notamment pour les sopranos canadiennes Emma Albani et Nellie Melba.
Sa création la plus célèbre est la robe vert-bleu scintillante pour Lady Macbeth en 1888, crochetée par Nettleship avec du fil bohémien et des carapaces de scarabées, immortalisée par un portrait de John Singer Sargent dans le tableau Ellen Terry en Lady Macbeth.
Parallèlement à sa carrière de costumière, elle écrit des nouvelles, poèmes et romans, publiant des articles sur la mode pour Women's World sous la direction d'Oscar Wilde. Son premier livre, North Italian Folk (1878), est suivi par plusieurs romans, dont Margaret Maliphant : a Novel (1889) et Cottage Folk (1897).

### Fin de vie
Après la mort de son mari en 1916, elle publie deux mémoires: J. Comyns Carr : Stray Memories by his Wife (1920) et Mrs. J. Comyns Carr, Reminiscences (1926). Elle décède le 11 octobre 1927 à Hampstead et est enterrée au cimetière de Highgate,.

## Postérité
Le travail de Carr en matière de costumes la place parmi les femmes influentes du design de costumes du XIXe siècle. Sa collaboration avec Terry et Nettleship reçoit une reconnaissance internationale, notamment pour la robe à ailes de scarabée de Terry, qui inspire de nombreuses copies et hommages, y compris dans des productions contemporaines comme le film "Brave" (2012) de Disney Pixar.

## Publications
- (en) Alice Comyns Carr et Randolph Caldecott, North Italian Folk. Sketches of town and country life ... Illustrated by Randolph Caldecott. (ISBN 978-1-241-59825-9)
- (en) Alice Comyns Carr, Cottage Folk. [Tales.] (ISBN 978-1-241-57604-2)
- (en) Alice Comyns Carr, J. Comyns Carr; stray memories
- (en) Alice Comyns Carr, Lucrezia, and Other Tales, 1882 (lire en ligne)